# Jinghong
Jinghong (景洪S, JǐnghóngP; tai lü: , pronuncia IPA: [tsêŋhuŋ]; thai: เชียงรุ่ง) è una città-contea della Cina, capoluogo della prefettura autonoma Dai di Xishuangbanna, nella provincia dello Yunnan. A seguito delle riforme amministrative del governo cinese di fine XX secolo, il territorio municipale è stato esteso ai confini dell'intera contea, che comprendono principalmente aree rurali. Occupa una superficie di 7.133 km², con una popolazione di 519.935 abitanti (censimento 2010), per una densità di 72,89 ab./km².

## Storia
Le migrazioni dalla Cina meridionale al nord dell'Indocina da parte delle popolazioni tai si erano intensificate verso la fine del I millennio d.C. Gli attuali thai si insediarono nei territori khmer dell'odierna Thailandia Centrale. I tai yuan già nel VII secolo avevano fondato una municipalità che nel IX secolo diede luogo al Regno di Ngoenyang nell'odierna Thailandia del Nord. Gli shan presero possesso di larghi territori nella Birmania nord-orientale. I tai lü, etnia con molte affinità a quella dei tai yuan, si stanziarono nei territori dell'odierna prefettura del Xishuanbanna, nell'estremo sud-ovest della Cina.
Il Regno di Chang Hung fu fondato da Pagna Jueang (in thai: พญาเจื่อง), capo delle tribù tai lü, che sottomise le locali popolazioni di etnia akha ed altre tribù di etnia tai stanziate nella zona. Nel 1180 stabilì la capitale a Chiang Hung (nome tai lü di Jinghong) sulle rive del Mekong. Il regno raggiunse la massima espansione all'inizio del XIII secolo, durante il regno di Inmueng, quando estese la sua influenza sulle mueang (città-stato) di Kengtung, nell'odierno Stato Shan birmano, di Ngoenyang, di Meuang Thaeng, l'odierna Dien Bien Phu, capitale dei tai dam, arrivando fino a Xieng Thong, l'odierna Luang Prabang, la più importante mueang del popolo lao. In virtù di questi successi, il regno era diventato lo Stato più potente fra quelli dei popoli di etnia tai. In questo periodo molti tai lü si trasferirono nei territori conquistati.
Nel 1292, le armate mongole della dinastia Yuan di Kubilai Khan posero fine all'indipendenza di Chiang Hung. Non occuparono capillarmente il paese, che ribattezzarono Cheli, e lo lasciarono sotto il controllo delle precedenti autorità. Del vuoto di potere creatosi dopo la conquista degli Yuan ed il ritiro delle loro truppe, ne approfittarono i tai yuan di Ngoenyang, guidati dal re Mangrai il Grande. Dopo aver conquistato il vasto ed antico Regno di Hariphunchai, situato nell'odierna Thailandia centro-settentrionale, Mangrai battezzò la nuova entità sotto il suo potere Regno di Lanna e si assicurò il controllo di Chiang Hung. L'Impero cinese considerò il nuovo regno un suo tributario, ma a parte le imposte che ricevette, non esercitò mai alcuna influenza sui territori dei lanna.
Nella prima parte del XVI secolo, il Regno Lanna entrò nella sua fase di declino e Chiang Hung poté godere di un breve periodo di autonomia. Nel 1558, i birmani conquistarono il Regno Lanna ed acquisirono il controllo di Chiang Hung, il cui territorio fu suddiviso in 12 unità amministrative chiamate pan. Dodici pan, nella lingua dei tai lü, si traduce sipsong pan, che significa anche dodicimila. Fu allora che per indicare il territorio di Chiang Hung venne coniato il nome Sipsongpanna, che vuol dire 12.000 campi di riso. Come loro consuetudine, i birmani lasciarono il controllo del territorio ai regnanti locali, limitandosi a riscuotere i tributi. Chiang Hung rimase sotto il dominio birmano per tre secoli. Alla fine del XVIII secolo, vi furono diverse guerre tra i birmani ed i siamesi, che reclamavano il diritto di governare Lanna e Chiang Hung.
Attorno alla metà del XIX secolo, si sviluppò una dura lotta per la successione al trono di Chiang Hung dopo la morte di re Mahawan, avvenuta nel 1847. Per riaffermare la supremazia, i birmani occuparono Chiang Hung causando l'esodo di buona parte della popolazione locale. I siamesi tentarono di approfittare del caos che si era instaurato e pianificarono un attacco a Chiang Hung e a Kengtung, in territorio birmano, ma si arresero di fronte alla difficoltà di attraversare gli impervi territori del nord. Con la sconfitta della Birmania nelle guerre anglo-birmane, il controllo del Sipsongpanna tornò definitivamente in mano ai cinesi verso la metà del XIX secolo.
Nel 1895, con il declino cinese seguito alla prima guerra sino-giapponese, la Francia impose la suddivisione del territorio del Sipsongbanna annettendo al Laos, a quel tempo una sua colonia, l'attuale vasta provincia di Phongsali, fino ad allora parte del Regno di Chiang Hung. Con il trionfo dei comunisti nella guerra civile cinese, che portò alla proclamazione della Repubblica Popolare Cinese, nel 1949 ebbe fine il Regno di Chang Hung. L'ultimo sovrano, Dao Shixun, presenziò alla cerimonia di fondazione della Repubblica ed ottenne in seguito un posto di rilievo in una prestigiosa istituzione dello Yunnan. Nel 1953, il Sipsongpanna divenne la regione autonoma Dai del Xishuangbanna, con capitale a Jinghong. Il termine dai si riferisce al relativo gruppo etnico di cui, in questa zona, il sottogruppo dei tai lù sono tuttora la maggioranza.
Il 16 settembre 2008 è morto a Jinghong lo scrittore e viaggiatore italiano Giorgio Bettinelli.